# Jean-Marie Dreujou
Jean-Marie Dreujou, né le 18 juillet 1959 à Tours, est un directeur de photographie français, diplômé de l'ESEC en 1979.

## Filmographie
- 1982 : Le Tigre du jardin des plantes (court-métrage) de Jean-Denis Robert
- 1984 : Mon inconnue (court-métrage) de Philippe Harel
- 1985 : Scout toujours… de Gérard Jugnot
- 1986 : Qui trop embrasse de Jacques Davila
- 1995 : Augustin d'Anne Fontaine
- 1996 : Les Caprices d'un fleuve de Bernard Giraudeau
- 1997 : La Disgrâce (TV) de Dominique Baron
- 1997 : Pondichéry, dernier comptoir des Indes de Bernard Favre
- 1997 : Marquise de Véra Belmont
- 1997 : Marthe de Jean-Loup Hubert
- 1998 : Cuisine américaine de Jean-Yves Pitoun
- 1998 : Tous les papas ne font pas pipi debout (TV) de Dominique Baron
- 1999 : Les Enfants du marais de Jean Becker
- 1999 : La Fille sur le pont de Patrice Leconte
- 2000 : La Tresse d'Aminata (TV) de Dominique Baron
- 2000 : Le Libertin de Gabriel Aghion
- 2000 : La Femme de mon mari (TV) de Charlotte Brändström
- 2001 : Un crime au Paradis de Jean Becker
- 2001 : Félix et Lola de Patrice Leconte
- 2002 : Balzac et la Petite Tailleuse chinoise (Xiao cai feng) de Dai Sijie
- 2002 : L'Homme du train de Patrice Leconte
- 2003 : Effroyables Jardins de Jean Becker
- 2004 : Deux Frères de Jean-Jacques Annaud
- 2004 : Dogora : Ouvrons les yeux de Patrice Leconte
- 2005 : Le Courage d'aimer de Claude Lelouch
- 2006 : Les Bronzés 3 de Patrice Leconte
- 2006 : La Maison du bonheur de Dany Boon
- 2006 : Mon meilleur ami de Patrice Leconte
- 2006 : Made in Jamaica de Jérôme Laperrousaz
- 2007 : Dialogue avec mon jardinier de Jean Becker
- 2007 : Sa Majesté Minor de Jean-Jacques Annaud
- 2008 : Disco de Fabien Onteniente
- 2009 : Victor de Thomas Gilou
- 2010 : Le temps de la kermesse est terminé de Frédéric Chignac
- 2010 : 600 kilos d'or pur d'Éric Besnard
- 2011 : Voir la mer de Patrice Leconte
- 2012 : Mes héros d'Éric Besnard
- 2013 : La danza de la realidad d'Alejandro Jodorowsky
- 2015 : Le Dernier Loup de Jean-Jacques Annaud
- 2016 : Cézanne et moi de Danièle Thompson
- 2019 : Tout contre elle (TV) de Gabriel Le Bomin
- 2020 : L'Esprit de famille d'Éric Besnard
- 2020 : De Gaulle de Gabriel Le Bomin
- 2021 : Kaamelott : Premier Volet d'Alexandre Astier
- 2021 : Délicieux d'Éric Besnard
- 2022 : Notre-Dame brûle de Jean-Jacques Annaud
- 2023 : Des mains en or d'Isabelle Mergault
- 2023 : Les Choses simples d'Éric Besnard
- 2024 : Un p'tit truc en plus d'Artus